# Zumaia
Zumaia is een gemeente in de Spaanse provincie Gipuzkoa in de regio Baskenland met een oppervlakte van 11 km². Zumaia telt 9.840 inwoners (1 januari 2016).

## Geboren
- Jon Agirre (10 september 1997), wielrenner
- Peru Nolaskoain (25 oktober 1998), voetballer

## Demografische ontwikkeling
Bron: INE; 1857-2011: volkstellingen
Opm.: In 1860 werd Aizarnazábal een zelfstandige gemeente